# 다!다!다!
《다!다!다!》는 가와무라 미카가 고단샤의 만화 잡지 《나카요시》를 통해 1998년 2월에 연재한 만화 작품과 그것을 원작으로 한 애니메이션이다. 연재 시작 2년 후인 2000년 3월 28일 NHK-BS2 채널을 통해 애니메이션 방영이 개시되었고, 2002년 2월 26일 총 78화로 방영 종료되었다. 그리고 나카요시 2002년 3월호에서 연재가 종료되었다. 이와 같이 애니메이션 방송 시기와 원작의 연재 시기가 완전히 겹치는 관계로 일부 에피소드를 제외하고는 대다수 에피소드가 다르게 구성되어 있으며, 등장인물 역시 차이점이 있다.
대한민국에서는 2000년 7월 서울문화사가 《우리 아기는 외계인》이라는 제목으로 만화책을 발간함으로써 공식적으로 소개되었고, 2001년 6월 12일 투니버스를 통해 애니메이션이 첫 방영된 후, 지속적으로 재방영을 했으며, 2009년 중반에는 "다!다!다! 1기"가 매주 월요일 밤 10시에 4편 연속으로 방영된 바 있다.
한편, 나카요시 2002년 5월호부터 2003년 2월호까지 후속편 《신 다!다!다!》(한국어판 《신 우리 아기는 외계인》)가 연재되었으나, 이것은 애니메이션으로 제작되지 않았다.

## 줄거리
중학교 2학년생인 고즈키 미유는 부모님이 모두 미국 NASA로 파견되면서 평소 부모님이 잘 알고 지내던 사이온지사에 맡겨지게 된다. 그리고 사이온지 스님의 아들인 카나타와 목욕탕에서 마주치며 심상치 않은 첫 만남을 갖는다. 그런데 설상가상으로 평상시에 잘 나지도 않는 수행 허가로 인해 사이온지 스님은 수행을 떠나버려 결국 카나타와 미유 둘만 남게 된다.
처음부터 사이가 좋지 않았던 두 사람은 사이가 점점 나빠지게 되다가, 앞마당에 UFO가 불시착하고, 그 안에서 공중을 떠다니는 아기가 발견되었다. 두 사람은 시터 팻 완냐에게서 아기의 이름이 "루우"이며, 옷토성에서 왔다고 이야기를 듣는다.그 후 셋이서 루우를 키우는 이야기이다.

## 등장인물
- 고즈키 미유(한국명: 강예나)
  - 성우 : 나즈카 가오리 / 이지영

중학교 2학년생. 졸지에 타지 생활을 하게 되어 처음엔 당황해하고 때로는 울적해하지만 서서히 서원사에서의 생활에 적응되어 간다. 가끔 카나타의 무관심한 태도에 화를 내기도 하지만, 차차 카나타의 마음을 이해하게 된다. 덜렁대거나 허둥대는 모습을 많이 보인다. 혈액형 O형.
- 사이온지 카나타(한국명: 민우주)
  - 성우 : 산페이 유코 / 이미자

중학교 2학년생. 반장에다가 잘생긴 외모 덕분에 학교에서 엄청난 인기를 얻고 있지만 연애 문제에는 그다지 관심이 없고 그저 집에서 만화책을 보며 뒹굴거리는 것이 가장 재미있는 듯. 매사에 무관심한 듯한 표정을 하고 있지만 의외로 넓은 마음을 가지고 있다. 미유와 함께 살면서 이런저런 사건들을 겪다가, 서서히 미유에게 마음이 쏠리게 된다. 혈액형 AB형.
- 루우(한국명: 루다)
  - 성우 : 가나이 미카 / 여민정

옷토 행성(오토별) 출신의 아기로, 혼자서 떠다닌다거나, 혹은 초능력을 이용하여 물건을 옮기는 것이 가능하다. 지구에 와서 미유와 가나타를 보고는 바로 엄마, 아빠로 인식해버렸다. 그렇지만 진짜 엄마와 아빠 역시 기억하고 있다.
- 완냐(한국명: 바바)
  - 성우 : 지바 지에미 / 양정화

루우를 돌보는 시터패트로, 항상 '유능한 시터패트'라는 말을 입에 달고 산다. 실제로 사이온지사에서 청소, 빨래, 식사 등을 도맡아하는 것을 보면 유능하다는 것이 그리 틀린 말은 아닌듯. 하지만 떡꼬치에 사족을 못 쓰는데다 가끔가다가 사고를 치는 탓에 가나타 & 미유로부터 한소리를 듣기도 한다. 변신 능력이 있어 가나타의 아버지 등 주변인물로 변신할 때도 있다. 완냐의 존재 가치는 집안일 정도로, 상당히 불쌍한 캐릭터이다.
- 하나코마치 크리스틴(한국명: 크리스(틴))
  - 성우 : 이케자와 하루나 / 이현진

미유와 카나타의 같은반 친구로, 프랑스인 어머니를 둔 혼혈 소녀이다. 겉보기엔 굉장히 예쁘고 침착해보이지만, 가나타에 대한 질투심이 강해지면 자신만의 망상에 빠지고 자기도 모르게 충동적으로 결국 괴력을 발휘하여 주변을 난장판으로 만든다. 그나마 전에는 1년에 한두번 정도였지만 지금은 미유가 더 신경쓰여 하루가 멀다하고 주변을 난장판으로 만들고 있다. 혈액형 AB형.
- 하나코마치 모모카(한국명: 은초롱)
  - 성우 : 니시무라 지나미 / 류점희

크리스의 사촌동생으로 3살이다. 항상 씩씩하고 당찬 성격을 가지고 있는지라, 미유에게 "아줌마"라고 부르는 등의 조금은 무례한 모습을 보이기도. 루우에게 반해서 지금은 '루우의 여자친구'라고 멋대로 생각하고 있는 듯하다. 혈액형 O형.
- 야마무라 미캉(한국명: 황보귤)
  - 성우 : 가나이 미카 / 류점희

사이온지사 근처에 살고 있는 만화가로, 이따금씩 사이온지사에 와서 놀다 간다. 문제는 굉장히 사고방식이 독특한지라 일단 한 번 왔다 하면 반드시 사고를 친다는 것. 가치관이 괴상스럽고, 겁이 없다. 참고로 이 인물은 원작자인 가와무라 미카의 애니속 캐릭터이다.
- 야마무라 미즈키(한국명: 황보민)

성우 : 스즈키 치히로 / 정명준
미캉의 동생. 누나를 잘 걱정해 준다. 미유가 약간 호감을 갖기도 하였다.
- 코니시 아야(한국명: 한소미)
  - 성우 : 에노모토 아쓰코 / 한신정

미유와 가나타의 같은반 친구로, 연극부 소속. 연극에 관심이 많은 소녀이다. 평상시에는 보통 여자애들과 다를 게 없지만, 연극에 대해 말할 때면 시간 관념을 완전히 잊어버린 채 얘기하는 것에만 열중할 정도로 활동적인 캐릭터이다.
- 덴치 나나미(한국명: 지해수)
  - 성우 : 시라쿠라 아사 / 김선혜

미유와 카나타의 같은반 친구로, 가장 평범한 소녀이다. 그러나 식성이 엄청나다. 한 번에 먹는 양은 남들의 몇 배나 되며, 간식도 잔뜩 챙기고 다닌다. 아야와는 예전부터 친하게 지냈는데 어쩌다가 그렇게 되었는지는 의문.
- 구로스 산타(한국명: 송경호)
  - 성우 : 도키타 히카루 / 최재호

어렸을 때부터 가나타와 친하게 지냈던 소년으로 지금도 카나타와 같은반이다. 매사에 촐랑거리고 조금은 독특한 취미도 가지고 있는 개그 캐릭터. 레코드판(LP판) 수집광이며, 가나타의 아버지도 산타를 잘 알고 있다.
- 야보시 세이야(한국명: 제니)
  - 성우 : 사나다 아사미 / 정선혜

셀릭별 출신의 외계인으로, 손을 잡으면 생각을 읽을 수 있는 능력을 갖고 있다. 처음에 미유와 우연히 마주친 뒤 루우에 대해 알게 되었고, 루우를 데려다가 자신의 별에서 돈을 벌려는 생각을 했었다. 하지만 결국 실패하게 되고, 미유와 카나타의 가족애를 알게 된 뒤로는 때때로 이런저런 조언도 해주고 있다. 하지만 은근히 자주 사이온지사를 오는데 대부분은 와서 사고를 치게 된다.
- 사이온지 호쇼(한국명: 보정 스님)

성우 : 오가타 겐이치 / 손종환
사이온지사의 주지 스님이자 가나타의 아버지이다. 10년 전 아내와 사별한 이후 혼자서 카나타를 키워왔다. 늘 인도 수행을 가고 싶어하다가 미유가 온 날 허가가 난 것을 듣자마자 바로 길을 떠났다. 아이들을 뒤로 제쳐두고 자신 내키는 대로 행동하는 경우가 많다.
- 고즈키 유우(한국명: 강우진)

성우 : 스즈키 다쿠마 / 방성준(1~39화) / 김광국(40~78화)
미유의 아버지로 NASA에 파견된 우주 과학자. 굉장히 자상하고 침착하게 보이지만 실제로는 꽤나 장난스런운 인물이다.
- 고즈키 미키(한국명: 서미래)

성우 : 미나구치 유코 / 전숙경(1~39화) / 이자명(40~78화)
미유의 어머니로 NASA에 파견된 우주 과학자이다. 자상하고 침착하게 보이지만, 실제로는 말괄량이 기질을 보이는 등의 모습을 작중에서 많이 많이 보인다.
- 야보시 루이(한국명: 루이)
  - 성우 : 노다 쥰코 / 한채언[5]

제니의 누나로 평소에는 차분해보이지만 실제로는 굉장히 성격이 무서운 인물. 우주 연합 폴리스 소속이다.
- 테루(한국명: 테리)
  - 성우 : 오키아유 료타로 / 최재호

우주 연합 폴리스 소속으로, 루이와 약혼한 상태이다. 꽤나 강인해보이지만 실제로는 실없는 개그 캐릭터이다.
- 시카타씨(한국명: 사슴 아저씨)
  - 성우 : 야스이 구니히코 / 손종환

하나코마치 저택의 집사로, 부모님이 안 계신 상황에서는 크리스의 부모나 다름없는 인물이다. 매사에 무표정한 얼굴을 하고 있지만, 크리스의 폭주 때 자신이 입고 있는 사슴 복장을 적절히 활용하여 크리스를 진정시키는 등의 대단한 역할을 맡고 있다.
- 와루와루단(한국명: 나파나파단) (다리앙(두리안), 키위, 구아바(아바))
  - 성우 : 모치즈키 히사요 / 여민정, 유카나 / 전숙경[3] / 이자명[4], 나가사와 미키 / 한채언

셀릭별 출신의 악당으로 3인조이다. 그러나 말이 악당일 뿐, 돈에 쪼들리는데다 나름대로 돈을 벌기 위해 발명한 것들은 하나같이 다 실패하는 등의 불쌍한 운명을 지닌 개그 3인조이다.
- 히카리가오카 노조무(한국명: 서미성)
  - 성우 : 야마모토 다이스케 / 김장

다!다!다! 2기에서부터 등장한 전학생이다. 하나코마치 크리스틴보다는 덜하지만 그래도 나름 부잣집이며, 취미로 가꾸는 다량의 장미를 만나는 여성들한테마다 건네며 헤벌레하는 것이 일상이다. 보통 지독한 나르시스트적인 성격으로 인해 보통은 아무도 관심을 가져주지 않는 게 일반적인 왕자병 캐릭터들의 특성이고 역시나 노조무도 지 혼자 헤벌레하는 경우가 대부분이지만 그래도 작중에서 여자들한테 인기는 은근히 많은 것으로 묘사된다.

## 각 화의 제목
| 일본 | 일본                   | 일본                           | 대한민국 | 대한민국 | 대한민국                    |
| 화수 | 방영 타이틀            | 방영 타이틀                    | 화수     | 화수     | 방영 타이틀                 |
| ---- | ---------------------- | ------------------------------ | -------- | -------- | --------------------------- |
| 1    | いきなり4人家族?!      | 난데없이 4인 가족?!            | 1기      | 1        | 우리는 한 가족              |
| 2    | ルゥくん煙突に登る     | 루우, 굴뚝에 올라가다          | 1기      | 2        | 루다가 굴뚝에 올라간 까닭은 |
| 3    | クリス達がやって来た   | 크리스 일행이 찾아오다         | 1기      | 3        | 크리스의 가정습격사건       |
| 4    | ももかとネックレス     | 모모카와 목걸이                | 1기      | 4        | 루다의 여자친구             |
| 5    | 未夢の料理は失敗!?     | 미유의 요리는 실패작!?         | 1기      | 5        | 호박요리는 어려워           |
| 6    | 母の日にママ来る       | 어머니의 날에 엄마 찾아오다    | 1기      | 6        | 두 번째 카네이션            |
| 7    | ルゥくん学校で人気者   | 루우군은 학교에서 인기인       | 1기      | 7        | 루다, 학교에 가다!          |
| 8    | ルゥくん主役で初舞台   | 루우군, 주역으로 첫무대        | 1기      | 8        | 달의 아이, 루나!            |
| 9    | いとこ同士公園デート   | 사촌끼리 공원에서 데이트       | 1기      | 9        | 무서운 자매                 |
| 10   | 三太ボーっと遊ばれる   | 산타, 멍하니 놀림당하다        | 1기      | 10       | 경호의 사랑                 |
| 11   | 六月父の日パパ来る     | 6월 아버지의 날, 아버지 오다   | 1기      | 11       | 엄마, 아빠는 못말려         |
| 12   | 謎の少年・夜星星矢     | 수수께끼 소년, 야보시 세이야   | 1기      | 12       | 수수께끼의 소년             |
| 13   | シャラク星は謎の星     | 샤락별은 수수께끼의 별         | 1기      | 13       | 루다의 우주여행?            |
| 14   | 助けて変身ワンニャー   | 살려줘 변신 완냐               | 1기      | 14       | 바바의 변신은 무죄          |
| 15   | みかん逃げたよ西遠寺   | 도망치다 미캉 사이온지로       | 1기      | 15       | 무서운 마감                 |
| 16   | 海と恋人達の木         | 바다와 연인들의 나무           | 1기      | 16       | 바다사나이 바바!?           |
| 17   | 宝晶インドか西遠寺     | 호쇼, 인도 혹은 사이온지       | 1기      | 17       | 찾았다! 시공의 균열         |
| 18   | ももかのパスポート     | 모모카의 패스포트              | -        | -        | -                           |
| 19   | 未夢の実家は謎な家?    | 미유의 집은 수수께끼의 집?     | 1기      | 18       | 청소별에서 온 손님          |
| 20   | 季節外れの家庭訪問     | 철 지난 가정방문               | 1기      | 19       | 우리 선생님은 탐정!         |
| 21   | 校長・モン吉仲直り     | 교장선생님과 몽키치, 화해하다  | 1기      | 20       | 교장선생님의 추억           |
| 22   | 恐怖のハイキング       | 공포의 하이킹                  | 1기      | 21       | 공포의 산장                 |
| 23   | みんな集まれ西遠寺     | 모두 모여라 사이온지           | 1기      | 22       | 즐거운(?) 잠옷파티          |
| 24   | 停電ハロウィン         | 정전 할로윈                    | 1기      | 23       | 어둠 속의 할로윈            |
| 25   | ルゥくんとデパートで   | 루우군과 백화점에서            | 1기      | 24       | 루다의 마음                 |
| 26   | 夜星星矢からの知らせ   | 야보시 세이야로부터의 알림사항 | 1기      | 25       | 유성에 실려온 소식          |
| 27   | パパとママからの通信   | 아빠와 엄마로부터의 통신       | 1기      | 26       | 다시 찾은 엄마, 아빠        |
| 28   | 西遠寺にシスター来る   | 사이온지에 시스터 찾아오다     | 1기      | 27       | 제니를 찾아온 여인          |
| 29   | ななみと謎の漬物石     | 나나미와 수수께끼의 김칫돌     | 1기      | 28       | 목걸이의 비밀               |
| 30   | ワンニャーワンニャー   | 완냐완냐                       | -        | -        | -                           |
| 31   | 西遠寺と初クリスマス   | 사이온지와 첫 크리스마스       | 1기      | 29       | 크리스마스는 우주생일!?     |
| 32   | クリススキーで別荘へ   | 크리스, 스키로 별장에          | 1기      | 30       | 크리스와 사슴아저씨         |
| 33   | 彷徨の幼なじみ         | 카나타의 소꿉친구              | 1기      | 31       | 우주의 여자친구             |
| 34   | 彷徨の約束デート       | 카나타의 약속 데이트           | 1기      | 32       | 4년 전 약속                 |
| 35   | さよならワンニャー     | 잘가 완냐                      | 1기      | 33       | 안녕! 바바                  |
| 36   | 平尾町温泉探検隊       | 헤이오마치 온천탐험대          | 1기      | 34       | 온천을 찾아라               |
| 37   | 未夢のアイドルデビュー | 미유, 아이돌 데뷔              | 1기      | 35       | 우리만의 스타               |
| 38   | ルゥくん増えちゃった   | 루우군 늘어나버리다            | 1기      | 36       | 백명의 루다!?               |
| 39   | 百人ルゥくん全員集合   | 100인 루우군 전원집합          | 1기      | 37       | 되찾은 루다                 |
| 40   | 彷徨のライバル登場?    | 카나타의 라이벌 등장?          | 2기      | 1        | 우주의 라이벌 등장?         |
| 41   | 彷徨と望の大決戦       | 카나타와 노죠무의 대결전       | 2기      | 2        | 우주와 미성의 대격돌        |
| 42   | オカメちゃんはどこ?    | 오카메짱은 어디?               | 2기      | 3        | 앵무는 어디에?              |
| 43   | 両家そろって西遠寺     | 양가 모이다 사이온지에         | 2기      | 4        | 서원사에 모인 두 가족       |
| 44   | 鯉のぼりは怖くない     | 코이노보리는 무섭지 않아       | -        | -        | -                           |
| 45   | 絵本の中でシンデレラ   | 그림책 속의 신데렐라           | 2기      | 5        | 그림책 속의 신데렐라        |
| 46   | クリスと白クジラ       | 크리스와 흰고래                | 2기      | 6        | 크리스와 하얀 돌고래        |
| 47   | 未夢とミニ未夢学校へ   | 미유와 미니미유, 학교에        | 2기      | 7        | 학교에 간 미니예나          |
| 48   | 三太と彷徨の変なカメ   | 카나타와 산타의 이상한 항아리  | 2기      | 8        | 우주와 경호의 타임캡슐      |
| 49   | 水野先生謎のお出かけ   | 미즈노선생님의 수수께끼의 외출 | 2기      | 9        | 선생님의 은밀한 외출        |
| 50   | やめてダレワンニャー   | 그만 좀 해 게으름뱅이 완냐     | 2기      | 10       | 곰팡이늘보병에 걸린 바바    |
| 51   | みかんさんの謎な約束   | 미캉상의 의문의 약속           | 2기      | 11       | 귤선생님의 20년 전 약속     |
| 52   | 西遠寺の怪談コイシ岩   | 사이온지사의 괴담, 코이시바위  | 2기      | 12       | 서원사의 괴담, 자갈바위     |
| 53   | 未夢と彷徨アメリカへ   | 미유와 카나타, 미국에          | 2기      | 13       | 미국에 간 우주와 예나       |
| 54   | 三太以外はアメリカへ   | 산타 빼고 아메리카에           | 2기      | 14       | 경호만 빼고 미국으로        |
| 55   | 星矢が預けた変な物体   | 세이야가 맡긴 이상한 물체      | 2기      | 15       | 제니가 두고 간 이상한 물건  |
| 56   | メカワンニャー襲来!    | 메카완냐 내습!                 | 2기      | 16       | 메카바바의 기습             |
| 57   | 望くん夢の世界へ       | 노죠무군, 꿈의 세계로          | 2기      | 17       | 미성의 꿈의 세계로          |
| 58   | うちのペットが一番?    | 우리집 페트가 제일?            | 2기      | 18       | 우리 애완동물이 최고        |
| 59   | ペポルゥワンニャー     | 페포, 루우, 완냐               | 2기      | 19       | 페포, 루다, 바바            |
| 60   | みかんの仕事場西遠寺   | 미캉상의 작업장은 사이온지     | 2기      | 20       | 귤선생님의 작업실, 서원사   |
| 61   | 未夢と彷徨初キッス?    | 미유 카나타 첫키스?            | 2기      | 21       | 예나와 우주, 첫키스?        |
| 62   | 小言カボ吉西遠寺       | 잔소리꾼 카보키치, 사이온지에  | 2기      | 22       | 토너스별의 바기넝쿨         |
| 63   | 山荘怖いな誰かいる?    | 산장, 무서운 누군가가 있다?    | 2기      | 23       | 산장에 숨은 어두운 그림자   |
| 64   | ペンフレンドが来るよ   | 펜팔친구가 와요                | 2기      | 24       | 펜팔친구의 등장             |
| 65   | 発明なんてつまらない   | 발명따위 시시해                | 2기      | 25       | 발명은 너무 시시해          |
| 66   | ライバル友達恋がたき   | 라이벌 친구 연적               | 2기      | 26       | 라이벌, 친구, 사랑, 적      |
| 67   | シャラク星のテル来る   | 샤락별의 테루 오다             | 2기      | 27       | 은하폴리스의 테리 형사      |
| 68   | ワンニャー対鹿田さん   | 완냐 vs 시카다상               | 2기      | 28       | 바바와 사슴아저씨           |
| 69   | はみだしグアバの恋     | 피어나는 구아바의 사랑         | 2기      | 29       | 아바의 사랑과 이별          |
| 70   | ももかのクリスマス     | 모모카의 크리스마스            | 2기      | 30       | 초롱이의 크리스마스         |
| 71   | 七福神でおめでたい     | 경사스러운 칠복신              | -        | -        | -                           |
| 72   | 未夢とお揃いの着物     | 미유와 같은 기모노             | -        | -        | -                           |
| 73   | 未夢とお子様彷徨       | 미유와 어린 카나타             | 2기      | 31       | 예나와 아기 우주            |
| 74   | さよならわるわる団     | 안녕히 와루와루단              | 2기      | 32       | 안녕, 나파나파              |
| 75   | 平尾町バレンタイン     | 헤이오마치의 발렌타인          | 2기      | 33       | 발렌타인 데이               |
| 76   | ルゥくん主役で文化祭   | 루우 주역의 문화제             | 2기      | 34       | 루다와 함께 한 문화제       |
| 77   | 満月の夜に             | 만월 밤에                      | 2기      | 35       | 보름달 밤에                 |
| 78   | また会おうね           | 다시 만나자                    | 2기      | 36       | 잘 다녀와!                  |

## 애니메이션과 원작의 차이점
- 원작에서는 중반부에 접어들면서 크리스가 루와 완냐의 정체를 알게 되지만, 애니메이션은 종영 직전에 알게 된다.
- 원작에서는 크리스틴의 사촌이자 모모카의 친오빠인 하나코마치 쿠리타가 등장하지만, 애니메이션에서는 등장하지 않는다.
- 애니메이션에는 크리스의 집사인 사슴 아저씨가 등장하지만, 원작에는 등장하지 않는다.
- 야마무라 미캉과 야마무라 미즈키는 원작에는 등장하지 않는다.
- 원작에 야보시 세이야는 등장하지만, 그의 누나 등은 등장하지 않는다.
- 원작에서는 코니시 아야의 얼굴이, 앞머리에 눈이 가려져, 눈이 보이지 않는 모습이지만 애니메이션에서는 눈이 묘사된다.
- 원작에서는 연극으로 피터팬을 한다.
- 원작에서는 코즈키 부부가 돌아온 후 사이온지사 근처에 아예 집을 짓고서 살게 되나, 애니메이션에서는 미유가 원래 살던 곳으로 돌아가게 된다.
- 원작에서는 미유와 카나타의 딸인 사이온지 미우와, 그때 지구를 다시 찾은 루우가 같은 나이이다. 그러나 애니메이션에서 루우가 성장해서 돌아왔을 때 미우는 갓난아이이다.
- 원작에서는 사이온지 스님의 수행은 한 번뿐이지만, 애니메이션에서는 중반부 즈음에 수행을 마치고 사이온지사로 돌아왔다가 또 다시 수행 허가가 떨어져서 곧바로 떠나게 된다.
- 원작에서는 구조선 구출시에 도와준 셀릭인은 한 캐릭터뿐이지만, 애니메이션에서는 다른 캐릭터들도 돕는다.
- 원작에서는 코즈키 미키가 우주유영중에 우주선에서 루우와 미유, 카나타가 옷토성의 부모와 만나는 모습을 목격하지만, 애니메이션에서는 루와 완냐가 우주선에 타는 모습만 목격한다.
- 원작에서는 직접 체험하는 그림책 두개가 다뤄지지만, 애니메이션에서는 하나만 다뤄진다. 또한, 그림책 체험의 경우에도 원작에서는 미유와 카나타, 루우, 완냐를 제외한 나머지 인물들이 전부 동화책 속에서만 등장하는 제3의 인물이지만, 애니메이션에서는 학교 친구들이 대개 등장하게 된다.
- 원작에서는 미유와 카나타가 미국에 갈 때 완냐가 만든 메카미유, 메카카나타가 성격이 폭주하여 서로 싸우다가 박살나지만, 애니메이션에서는 자체 고장으로 박살난다.
- 애니메이션에선 미유와 카나타가 미국여행을 가서 루우와 완냐 그리고 학교 친구들 만나지만 원작에선 학교 친구들이  나오지 않으며 미유와 카나타를 찾으러 미국에 갔던 루우와 완냐 또한 만나지 못하고 사이온지집에서 만나게된다.
- 그 외에도 원작의 에피소드 수는 애니메이션 에피소드 수에 비해 매우 적다. 애니메이션에만 있는 에피소드가 많다.
- 원작에는 와루와루단과 텐치 나나미 등장하지 않고 애니메이션에 와루와루단 과 텐치 나나미 등장한다.

## 애니메이션 뒷이야기
- 78화에서만 목소리가 나오는 피키피키엔젤의 성우역은 원작자인 카와무라 미카가 맡았다. 반면, 78화에서 닫는 노래와 여는 노래에서를 제외하고, 카와무라 미카의 애니 속 캐릭터인 야마무라 미캉(황보귤)은 등장하지 않았다.
- NHK-BS2 방송 당시 《카드캡터 사쿠라》 종영 직후에 《다!다!다!》가 방송되었다. 이 때문에 대한민국에서 사설 위성 및 케이블TV를 통해 NHK-BS2를 시청하던 사쿠라 팬들이 이 작품에 대해 알게 되었고, 그 결과 상당수의 팬이 형성되었다.
- 여는 노래와 닫는 노래가 2개씩 있는데, 1~39화와 40~78화에서 여는 노래와 닫는 노래, 아이캐치가 동시에 바뀌었다. 이를 근거로 일각에서는 1~39화를 1기, 40~78화를 2기로 통칭하며, 투니버스에서도 동일한 기준으로 1, 2기로 나누어서 방송하였다. 그러나 신 캐릭터의 등장 외에는 스토리상의 중대한 변화가 없기 때문에 공식적으로는 특별히 1, 2기로 나누지 않으며, 1~78화 전편에서 《다!다!다!》라는 동일한 제목이 쓰이고 있다. 하지만 투니버스에서는 2기부터 《다!다!다! 2》라는 제목으로 방영했다.
- 《다!다!다!》 OST1 CD의 9번 수록곡 "미유는 전학생"이 기네스북의 음반문야에 올랐다. 이유는 작곡자의 발표곡 17곡이 일본싱글곡 차트1위를 수상하였기 때문.
- 《다!다!다!》의 사쿠라이 히로아키 감독과 각본의 마루오 미호를 비롯한 일부 스탭들과 주요 성우진은 이후 다시 뭉쳐서 "나나카 6/17"이라는 애니메이션을 만들어 내었다.
- 《다!다!다!》의 1기 엔딩곡인 "Boy Meets Girl"은 원래 그룹 T.R.F. 가 1994년도에 발표한 곡이다.

## 대한민국판 미방영 이야기
- 투니버스 방송 당시에 아래 5개 에피소드는 일본 문화와 관련하여 심의를 받지 못해 방송되지 못했다.
  - 18화 '모모카의 패스포트' : 마츠리 축제
  - 30화 '완냐완냐' : 완냐의 할아버지가 입고 있는 사무라이 복장
  - 44화 '코이노보리는 무섭지 않아' : 코이노보리
  - 71화 '경사스러운 칠복신' : 칠복신
  - 72화 '미유와 같은 기모노' : 시공의 혼돈으로 인한 에도시대 배경 및 기모노
- 2005년까지 투니버스에서 지속적으로 방송된 후, 동일 계열 채널인 퀴니를 통해서도 지속적으로 방송되었다. 그러나 2007년 2월 28일 퀴니의 폐국 이후 한동안 방송이 되지 않다가, 2007년 11월 8일부터 2008년 1월 15일까지 방영되었고, 2009년 중반에 매주 월요일 밤 10시에 4편 연속으로 방영된 바 있다.
- 2003년 8월 25일부터 2004년 8월 19일까지 iTV 경인방송을 통해 방송된 바 있다. 이것은 지상파 TV에서 "다!다!다!"가 방영된 유일한 사례이다.[6]

## 애니메이션 OST목록

### 다!다!다! Original Sound Track
だぁ!だぁ!だぁ! ― オリジナル・サウンドトラック (VICL-60596) 2000.11.22
1. ハートのつばさ - 하트의 날개
2. サブタイトル - 서브타이틀
3. だぁ!だぁ!だぁ!のテーマ - 다!다!다!의 테마
4. 故郷の星☆宇宙の彼方☆オット星 - 고향의별☆우주의저편☆옷토별
5. 西園寺さん家って…お寺?! - 사이온지상의 집은...절?!
6. 毎度,お騒がせいたしま~す - 매번 시끄럽게 하겠습니~다
7. 可愛くたって宇宙人…超能力付き - 귀여워도 우주인...초능력자
8. シッター・ペットのワンニャーです! - 시터패트 완냐입니다!
9. 未夢は転校生 - 미유는 전학생
10. アイキャッチA - 아이캐치A
11. だぁ・だぁ・カーニバル - 다.다.카니발
12. 彷徨は人気者 - 카나타는 인기인
13. 花小町クリスティーヌ,登場 - 하나코마치크리스틴 등장
14. 花小町クリスティーヌの妄想!? - 하나코마치크리스틴 망상!?
15. 花小町クリスティーヌが暴走!! - 하나코마치크리스틴 폭주!!
16. アイキャッチB - 아이캐치B
17. あたち,ももか - 난 모모카
18. ルゥのマーチ - 루우의 행진곡
19. 何か,イヤ~な予感 - 뭔가, 불길한 예감
20. と,思ったらやっぱりピ~ンチ!! - 이라고 생각했더니 역시 위~기!!
21. さあ,大変! - 앗, 큰일!
22. 悲しいこともあるだろさ - 슬픈일도 있는거지
23. ちょっぴりセンチに… - 조금 센치하게...
24. やんちゃなルゥ - 응석부리는 루우
25. スヤスヤ… - 새근새근...
26. トリ(？)のレコード - 닭(?)의 레코드
27. ど∼すりゃこ∼すりゃスリランカ - 어떡하면 그렇게 하면 될려나
28. さわやか~な気分で - 상쾌한 기분으로
29. ハートのつばさ(未夢ヴァージョン) - 하트의 날개(미유 버전)

### 다!다!다! Original Sound Track 2
だぁ!だぁ!だぁ! ― オリジナル・サウンドトラック2 (VICL-60739) 2001.06.21
1. HAPPY FLOWER
2. サブタイトル - 서브타이틀
3. だぁ!だぁ!だぁ!のテーマ~2001 SPRING VERSION - 다!다!다!의 테마~2001 SPRING VERSION
4. ルゥちゃまはいたずら盛り! - 루우님은 장난꾸러기!
5. 困ったなぁ~ - 곤란하군~
6. トレードマークは赤い薔薇 - 트레이드마크는 붉은 장미
7. あぁ,憧れの未夢っち - 아아, 동경하는 미유치
8. んもぅ,いいかげんにしてよ! - 정말, 이제 적당히 해요!
9. だぁ!だぁ!クリスマス - 다!다!크리스마스
10. ピキピキ・エンジェルのテーマ - 피키피키엔젤의 테마
11. 頭上のみかんは何のため?! - 머리 위의 귤은 무슨 의미?!
12. 宇宙人がやってきた! - 우주인이 나타났다!
13. 異次元空間出現! - 이차원공간 출현!
14. ワァ~ッ,時空の歪みに吸い込まれるぅ~! - 아~시공의 뒤틀림에 빨려들어간다~!
15. な~んか怪しい奴らが出てきたゾ - 뭔~가 괴이한 놈들이 나타났다
16. あっ!わるわる団だ! - 앗! 와루와루단이다!
17. ひょっとして何か事件が… - 혹시 뭔가 사건이...
18. さあ大変!ルゥくんがさらわれた! - 앗 큰일! 루우군이 유괴당했다!?
19. 上を下への大騒ぎ! - 야단법석 대소동!
20. アイキャッチ - 아이캐치
21. 奈落のエレジー - 나락의 엘레지
22. やっぱり“ともだち”ってイイよね - 역시 친구라는 것은 좋아
23. のどかなヒトトキ - 한가한 어느 때
24. クリスのテーマ~2001 SPRING VERSION - 크리스의 테마~2001 SPRING VERSION
25. ルゥちゃまの,フワフワ☆空中散歩 - 루우님의 둥실둥실☆공중산보
26. ファンタジック・ホラー - 판타지 호러
27. きっと,いつまでも… - 꼭, 언제까지나...
28. ゆっくり - 천천히

### 하트의 날개
ハートのつばさ (VICL-35136) 2000.04.21
1. ハートのつばさ
2. タカラモノ
3. ハートのつばさ(TV MIX)
4. タカラモノ(TV MIX)

### 다!다!다! SEB제공 BOY MEETS GIRL with TRF
「だぁ!だぁ!だぁ!」SEBプレゼンツ BOY MEETS GIRL with TRF (AVDD-20354) 2000.08.23
1. BOY MEETS GIRL(だぁ!だぁ!だぁ! REMIX)
2. BOY MEETS GIRL(だぁ!だぁ!だぁ! REMIX Inst.)
3. BOY MEETS GIRL(DELTA REMIX)

### 다!다!다! 츠바사의 콜렉션 하트의 날개
「だぁ!だぁ!だぁ!」つばさのコレクション ハートのつばさ (VIDL-30520) 2001.04.21
1. ハートのつばさ
2. ワンニャーの絵描き歌
3. ハートのつばさ(2001・スプリング{ミユ}ミックス)
4. ハートのつばさ(オリジナル・カラオケ)
5. ワンニャーの絵描き歌(オリジナル・カラオケ)

### 다!다!다! 오프닝 테마 HAPPY FLOWER
「だぁ!だぁ!だぁ!」オープニングテーマ HAPPY FLOWER (VICL-35250) 2001.04.21
1. HAPPY FLOWER
2. 歩こうよ
3. HAPPY FLOWER(オリジナル・カラオケ)
4. 歩こうよ(オリジナル・カラオケ).

### 천천히 ~ NHK BS 애니메이션 다!다!다! 엔딩 테마
ゆっくり 〜 NHK BSアニメーション「だぁ!だぁ!だぁ!」エンディングテーマ (VICL-35251) 2001.04.21
1. ゆっくり
2. みつあみ
3. ゆっくり(オリジナル・カラオケ)
4. みつあみ(オリジナル・カラオケ)

- 한편, 한국에서는 2기 여는 노래로 쓰였던 '내게 와 줘'가 WE 2집에 수록된 바 있다.

## 같이 보기
- NHK의 애니메이션 작품 목록